# 于利·毛雷爾 (密碼學家)
于利·毛雷爾（德語：Ueli Maurer，1960年5月26日-）原名乌尔里希·马丁·毛雷尔（德語：Ulrich Martin Maurer），是一名生於瑞士萊姆巴赫的蘇黎世聯邦理工學院密碼學教授。
毛雷爾最初在蘇黎世聯邦理工學院學習電氣工程，並於1990年取得了博士學位。他的博士導師是詹姆斯·梅西。後來，他又進入普林斯頓大學讀博士後。1992年，他進入了蘇黎世聯邦理工學院的計算機科學系。
他的一個富有開創性的成果是提出了研究Diffie-Hellman問題在某種情況下等價於解決離散對數問題。
2002年到2008年，毛雷爾還曾經擔任塔美狄亞（Tamedia）地區委員會的委員。
毛雷爾還是密碼學期刊的首席編輯。

## 外部連結
- 于利·毛雷爾 (密碼學家)（德国国家图书馆目录相关文献）
- Website of Ueli Maurer （页面存档备份，存于） at ETH Zurich